# Août 1941
Les événements concernant la Seconde Guerre mondiale sont détaillés dans l'article Août 1941 (Seconde Guerre mondiale).

## Événements
- Campagne d’extermination des Serbes par les nationalistes croates.

- 4 août :  début du siège d’Odessa.

- 7 août : 
  - Staline est nommé commandant en chef des forces soviétiques. Au cours de la fin de l’été et de l’automne 1941, les Allemands s’enfoncent profondément en Union soviétique, s’attaquant à Leningrad, Moscou et l’Ukraine. Alors que l’Armée rouge chancelle sous les coups de boutoir des armées allemandes, Staline déploie des efforts titanesques pour soustraire les usines et les ouvriers à la progression de l’envahisseur et les réinstalle dans l’Oural. Ce qui ne peut être déplacé est en grande partie détruit selon la politique de la terre brûlée.
  - Premier vol du bombardier-torpilleur américain TBF Avenger.

- 8 août : troisième loi antijuive en Hongrie.

- 9 août : début à Terre-Neuve de l'entrevue entre Churchill et Roosevelt.

- 11 août : deuxième loi contre les sociétés secrètes (visant les francs-maçons)[1].

- 12 août :  
  - annonce de l’amnistie de tous les Polonais privés de liberté qui se trouvent sur le territoire de l’Union soviétique ; elle permet à plus de 345 000 Polonais de quitter les prisons et camps de travail où ils sont détenus ;
  - Pétain annonce à la radio qu’il délègue son autorité à l’amiral Darlan. Les partis politiques sont suspendus en zone libre.

- 13 août : premier vol de l'intercepteur allemand à moteur fusée Messerschmitt Me 163.

- 14 août : 
  - Un traité militaire vient compléter l’accord Sikorski-Maïski et fixe les modalités de constitution de l’armée polonaise en Union soviétique.
  - Fin de la Conférence de l'Atlantique. Au terme d’une réunion de cinq jours entre Churchill et Roosevelt au large de Terre-Neuve est publiée une déclaration dite Charte de l'Atlantique. Les principes en seront repris dans la charte de l’ONU (autodétermination et indépendance nationale).
  - France : création (antidatée) des cours spéciales de justice.
  - Quinze divisions roumaines passent le Dniestr et participent à la prise d’Odessa aux côtés du Reich (16 octobre). 70 000 Roumains sont tués ou blessés.

- 16 août : lancement aux États-Unis du premier Liberty ship, l'Ocean Vanguard, navire de transport destiné à approvisionner l’Angleterre et les alliés continentaux.

- 18 août :  les Polonais de la Brigade autonome des chasseurs des Carpates entrent en action dans la défense de Tobrouk.

- 20 août : Rafle du 20 août  dans le 11e arrondissement de Paris

- 21 août :
  - début de la seconde rafle de juifs (21, 22 et 23 août) : 4 232 personnes sont arrêtées puis transférées au camp de Drancy;
  - le communiste Pierre Georges, futur colonel Fabien, aidé de Gilbert Brustlein abattent un officier allemand, l'aspirant Moser au métro Barbès, à Paris. Dès le lendemain, les Allemands font de tous leurs prisonniers des otages.

- 25 août - 17 septembre : opération Countenance. Les troupes soviétiques et britanniques envahissent l’Iran qui avait refusé de se ranger derrière les Alliés.

- 27 août : 
  - Paul Collette tire cinq balles de revolver sur Pierre Laval et Marcel Déat à Versailles.
  - À la suite d'attaques répétée d'un Lockheed Hudson, le Unterseeboot 570 se rend. Il s'agit du premier sous-marin capturé par la RAF.

- 28 août : 600 000 Allemands de la Volga sont déportés par Staline vers la Sibérie et le Kazakhstan.

- 29 août : Honoré d'Estienne d'Orves, envoyé de la France libre, est exécuté au mont Valérien.

## Naissances
- 1er août : 
  - Anne-Marie Simond, écrivain, dessinatrice de bande dessinée suisse.
  - Nathalie Delon, actrice, scénariste et metteur en scène française († 21 janvier 2021).

- 3 août : 
  - Grzegorz Rosiński, dessinateur de bande dessinée polonais.
  - Hage Geingob, homme politique Namibien, président de la Namibie de 2015 à 2024 († 4 février 2024).
  - René Dosière, homme politique français.

- 5 août :
  - Leonid Kizim, cosmonaute ukrainien.
  - Airto Moreira, percussionniste de jazz brésilien.
  - Lenny Breau, guitariste.

- 6 août : 
  - Hedy Fry, femme politique canadienne.
  - Goudji, sculpteur et orfèvre français.

- 7 août : Howard Johnson, musicien américain († 11 janvier 2021).

- 10 août : 
  - Stephen Stigler, statisticien américain.
  - Rosemary Lassig, nageuse australienne († 1er novembre 2017).
  - Émile Martel, diplomate, poète, conteur et traducteur québécois († 22 novembre 2023).

- 11 août : Patricio Guzmán, réalisateur chilien.

- 12 août : 
  - Jean Drucker, français, directeur de M6 († 18 avril 2003).
  - Josette Borel-Lincertin, personnalité politique française.

- 14 août : David Crosby, chanteur, arrangeur vocal, guitariste et compositeur américain († 18 janvier 2023).

- 17 août : Ibrahim Babangida, homme politique du Nigéria.

- 18 août : Chua Lam, écrivain singapourien († 25 juin 2025).

- 20 août : Milford Graves, musicien américain († 12 février 2021).

- 25 août : Vincent Landel, évêque catholique français. archevêque de Rabat (Maroc).

- 27 août : Iouri Malychev, cosmonaute soviétique († 8 novembre 1999).

## Décès
- 7 août : Rabindranath Tagore, poète, écrivain indien.

- 12 août : Freeman Freeman-Thomas, gouverneur général du Canada.

- 14 août : Maximilien Kolbe, homme d'église polonais (° 7 janvier 1894).